# اتیل فنیل اتر
اتیل فنیل اتر (به انگلیسی: Ethyl phenyl ether) با فرمول شیمیایی C۸H۱۰O یک ترکیب شیمیایی با شناسه پاب‌کم ۷۶۷۴ است. که جرم مولی آن ۱۲۲٫۱۶۴۴ g/mol می‌باشد.